# Церковь адвентистов седьмого дня

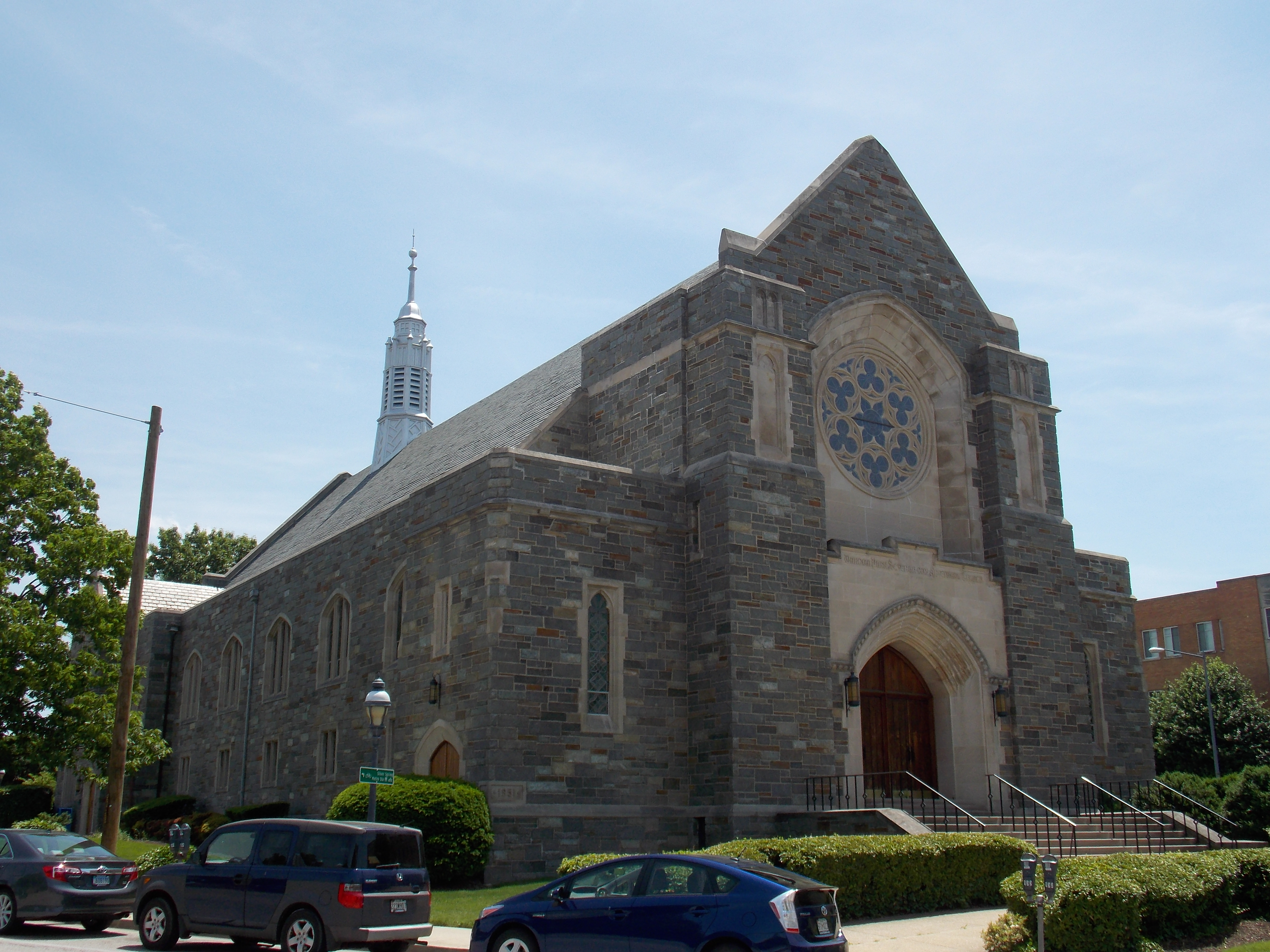
Молитвенный дом АСД в Такома-Парк (Мэриленд, США)

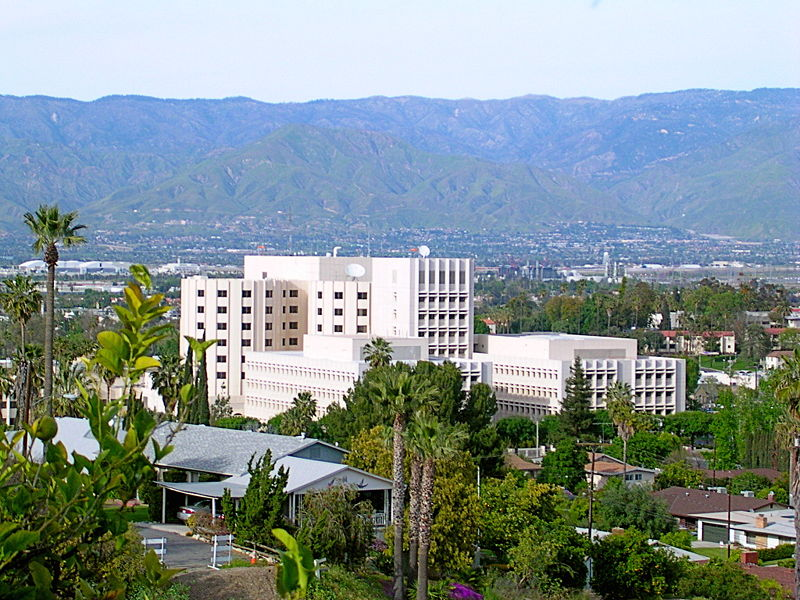
«Медицинский центр Университета Лома-Линда» Церкви АСД (Лома-Линда, Калифорния, США)

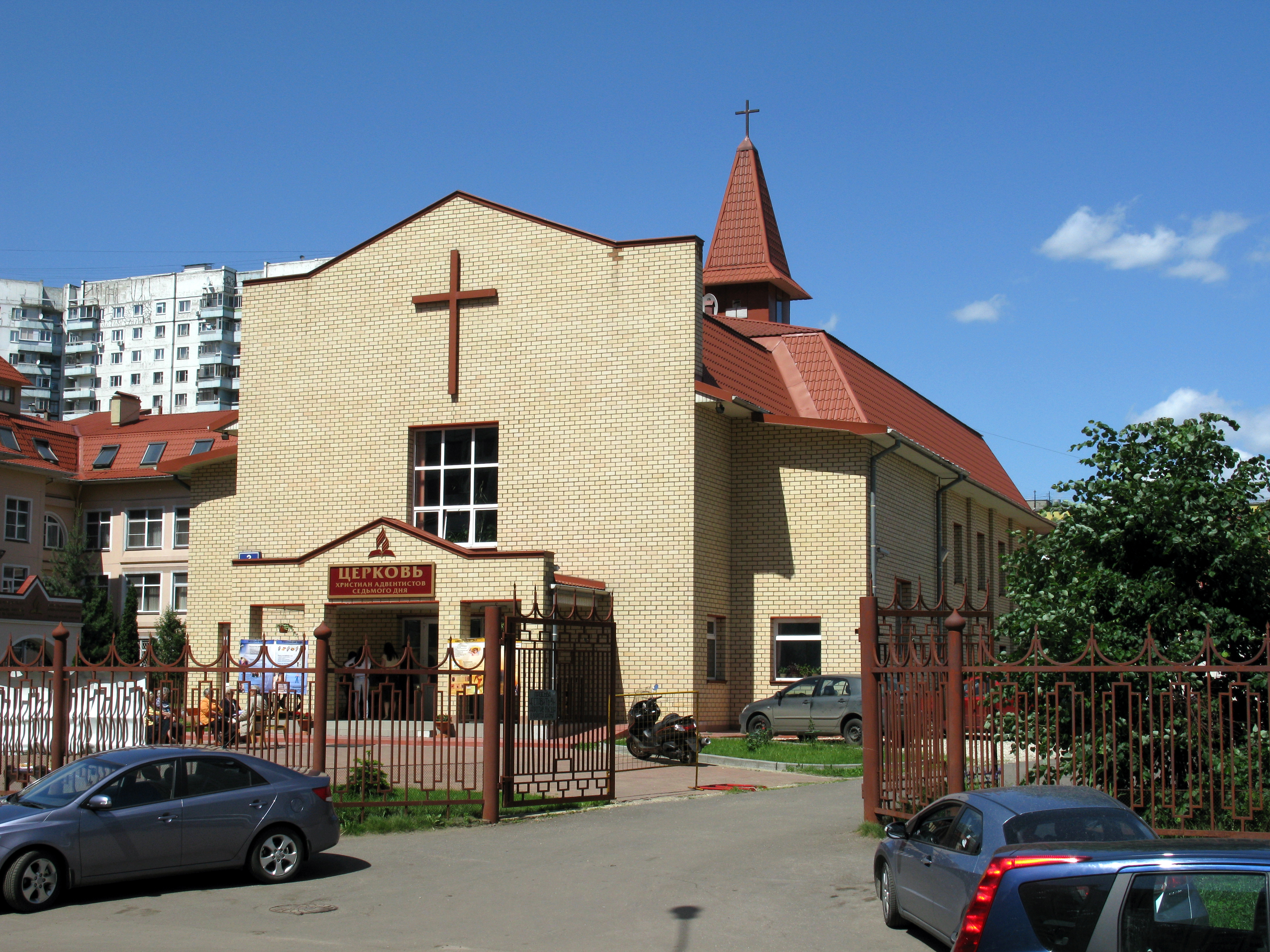
Молитвенный дом АСД в Москве в районе Гольянова

Це́рковь адвенти́стов седьмо́го дня (Церковь АСД, англ. Seventh-day Adventist Church; в России официально — Це́рковь христиа́н-адвенти́стов седьмо́го дня) — международная протестантская организация, являющаяся самым крупным объединением деноминации адвентистов седьмого дня. Поместные церкви АСД в РФ, странах СНГ и Афганистане составляют Евро-Азиатский дивизион, который, в свою очередь, делится на несколько унионов (союзов церквей). Количество взрослых членов Церкви адвентистов седьмого дня в 2017 году достигло 20 миллионов.
В США количество адвентистов достигло 1,2 млн в 2023 году.

## История
Церковь адвентистов седьмого дня является крупнейшей из нескольких адвентистских групп, возникших из миллеритского движения 1840-х годов в северной части штата Нью-Йорк, на этапе Второго Великого пробуждения. Проповедник Уильям Миллер основании Книги Даниила 8:14-16 и «принципа день-год» сделал предсказание, что Иисус Христос вернётся на Землю между весной 1843 года и весной 1844 года. Летом 1844 года миллериты пришли к выводу, что Иисус вернётся 22 октября 1844 года, что считается библейским Днём Искупления для этого года. Неудавшееся предсказание Миллера вызвало реакцию, которая стала известна как «Великое разочарование».
Хирам Эдсон и другие миллериты пришли к выводу, что расчёты Миллера были правильными, но что его интерпретация Даниила 8:14 ошибочна, поскольку он предполагал, что Христос придёт, чтобы очистить мир. Эти адвентисты пришли к убеждению, что Даниил 8:14 предсказал вход Иисус Христос во Святое Святых небесного святилища, а не его Второе пришествие. В течение следующих нескольких десятилетий это понимание небесного святилища развилось в доктрину следственного суда, эсхатологическую доктрину. Процесс, начавшийся в 1844 году, в ходе которого каждый человек будет судим, чтобы подтвердить своё право на спасение, а Божья справедливость будет подтверждена перед вселенной. Эта группа адвентистов продолжала верить, что Второе пришествие Христа по-прежнему неизбежно, однако они сопротивлялись установлению дальнейших дат этого события, цитируя Откровение 10: 6, «что времени больше не должно быть».

### Развитие понятия о субботе
Когда раннее адвентистское движение укрепило свои убеждения, встал вопрос о библейском дне отдыха и поклонения. Главным сторонником соблюдения субботы среди первых адвентистов был Джозеф Бейтс. Бейтс познакомился с учением о субботе через трактат, написанный проповедником-миллеритом Томасом М. Преблом, который, в свою очередь, находился под влиянием Рэйчел Оукс Престон, молодой баптистки седьмого дня. Это послание было постепенно принято и стало темой первого выпуска церковного издания «Настоящая истина» (ныне «Адвентистское обозрение»), вышедшего в июле 1849 г.

### Формирование и признание
Примерно в течение 20 лет адвентистское движение состояло из небольшой, слабо сплочённой группы людей, пришедших из многих церквей и чьим основным средством связи и взаимодействия были периодические издания Джеймса Уайта The Advent Review and Sabbath Herald . Они приняли доктрины о субботе, толкование Даниила 8:14 о небесном святилище, условное бессмертие и ожидание премилленаристского возвращения Христа. Среди его наиболее видных деятелей были Джозеф Бейтс, Джеймс Уайт и Эллен Гулд Уайт. Эллен Уайт стала играть особенно центральную роль; её многочисленные видения и духовное лидерство убедили её собратьев-адвентистов в том, что она обладает даром пророчества.
Церковь была официально основана в Батл-Крике, штат Мичиган, 21 мая 1863 года и насчитывала 3500 членов. Штаб-квартира деноминации позже была перенесена из Батл-Крика в Такома-Парк, штат Мэриленд, где она оставалась до 1989 года. Затем штаб-квартира Генеральной конференции переехала на своё нынешнее место в Сильвер-Спринг, штат Мэриленд.
Деноминация в 1870-х годах обратилась к евангелизации через миссионерскую работу и возрождение, утроив своё членство до 16 000 к 1880 году и установив присутствие за пределами Северной Америки в конце XIX века. Продолжался быстрый рост, в 1901 году насчитывалось 75 000 членов. К этому времени в деноминации было два колледжа, медицинская школа, дюжина академий, 27 больниц и 13 издательств. К 1945 году церковь насчитывала 210 000 членов в США и Канаде и 360 000 в других местах; бюджет составлял 29 миллионов долларов, а набор в церковные школы составлял 140 000 человек. Появились адвентисты и в Европе, в том числе в России.
Верования и доктрины церкви были впервые опубликованы в 1872 году в Батл-Крике, штат Мичиган, в виде краткого заявления под названием «Краткий обзор нашей веры». Церковь столкнулась с трудностями при формировании своих основных верований и доктрин, особенно потому, что многие ранние адвентистские лидеры были выходцами из церквей, придерживавшихся той или иной формы арианства (Эллен Уайт не была одной из них). Это, наряду с некоторыми другими теологическими взглядами движения, привело к консенсусу среди консервативных протестантов-евангелистов, рассматривающих его как культ. Согласно адвентистским учёным, учения и сочинения Элен Уайт в конечном счёте оказали влияние на сдвиг церкви от преимущественно полуарианских корней к тринитаризму. Адвентисты, по большей части, приписывают ей то, что она привела церковь адвентистов седьмого дня к более всестороннему пониманию Божества в 1890-х годах. Адвентистская церковь приняла тринитарное богословие в начале XX века и начала диалог с другими протестантскими группами к середине века, в конечном итоге получив широкое признание как протестантская церковь. Христианство сегодня признало церковь адвентистов седьмого дня «пятой по величине христианской общиной в мире» в своём выпуске от 22 января 2015 года.
Хотя её муж утверждал, что её видения не поддерживают тринитарное кредо, её писания раскрывают растущее осознание «тайны Божества». Адвентисты, по большей части, приписывают ей то, что она привела церковь адвентистов седьмого дня к более всестороннему пониманию Божества в 1890-х годах. Благодаря продолжающемуся изучению Библии и многолетним видениям и исследованиям деноминация в конечном итоге пришла к выводу, что Писание явно содержит учение о существовании Триединого Бога, и оно подтвердило этот библейский взгляд в некредальных двадцати восьми основных аспектах веры.

## Вероучение и образ жизни
Официальные учения деноминации адвентистов седьмого дня выражены в её 28 основных убеждениях . Это изложение верований было первоначально принято Генеральной Конференцией в 1980 году, а в 2005 году было добавлено дополнительное убеждение (номер 11). Принятие любого из двух крестильных обетов церкви является предварительным условием для членства.
Адвентистское учение напоминает тринитарное протестантское богословие с премилленаристскими и арминианскими акцентами. Адвентисты придерживаются таких учений, как непогрешимость Писания, заместительное искупление, воскресение мёртвых и оправдание только верой, и поэтому считаются евангельскими. Они верят в крещение погружением и создание в течение шести буквальных дней. Современное креационистское движение началось с адвентиста Джорджа Маккриди Прайса, который был вдохновлён видением Эллен Уайт.
Существует общепризнанный набор «отличительных» доктрин, которые отличают адвентизм от остального христианского мира, хотя не все эти учения полностью уникальны для адвентизма:
- Закон (фундаментальное убеждение 19): Закон Божий «воплощён в Десяти Заповедях», которые по-прежнему обязательны для христиан.
- Суббота (основное убеждение 20): Субботу следует соблюдать в седьмой день недели, а именно с заката пятницы до заката субботы.
- Второе пришествие и последнее время (основные убеждения 25-28): Иисус Христос зримо вернётся на землю после «смутного времени», во время которого суббота станет всемирным испытанием. За Вторым пришествием последует тысячелетнее правление святых на небесах. Адвентистская эсхатология основана на историцистском методе толкования пророчеств.
- Целостная человеческая природа (фундаментальные убеждения 7, 26): Люди представляют собой неделимое единство тела, разума и духа. У них нет бессмертной души, и после смерти нет сознания (обычно называемого «сном души») (см. также: христианская антропология).
- Условное бессмертие (основное убеждение 27): нечестивые не будут страдать от вечных мук в аду, а вместо этого будут навсегда уничтожены (см.: Условное бессмертие, Аннигиляционизм).
- Великая борьба (фундаментальное убеждение 8): Человечество вовлечено в «великую борьбу» между Иисусом Христом и сатаной. Это развитие распространённой христианской веры в то, что зло началось на небесах, когда ангельское существо (Люцифер) восстало против Закона Божьего.
- Небесное святилище (основное убеждение 24): Вознёсшись, Иисус Христос начал искупительное служение в небесном святилище. В 1844 году он начал очищать небесное святилище во исполнение Дня искупления.
- Следственный суд (фундаментальное убеждение 24): Суд над мнимыми христианами начался в 1844 году, когда книги записей исследуются на всеобщее обозрение. Следственный суд подтвердит, кто получит спасение и оправдает Бога в глазах вселенной как справедливого в Его отношениях с человечеством.
- Остаток (фундаментальное убеждение 13): В последнее время будет остаток, который соблюдает заповеди Божьи и имеет «свидетельство Иисуса». Этот остаток возвещает миру «трёхангельскую весть» из Откровения 14:6-12.
- Дух пророчества (основное убеждение 18): служение Эллен Уайт обычно называют «Духом пророчества», а её труды «говорят с пророческой властью и обеспечивают утешение, руководство, наставление и исправление церкви», хотя в конечном итоге подчиняется Библии.

### Богословский спектр
Как и в любом религиозном движении, в адвентизме существует богословский спектр, сопоставимый с фундаменталистско-консервативно-умеренно-либеральным спектром в более широком контексте в отношении других христианских церквей, а также в других религиях. Различные группы, движения и субкультуры внутри церкви представляют разные взгляды на верования и образ жизни.
Консервативный конец богословского спектра представлен историческими адвентистами, для которых характерна оппозиция теологическим тенденциям внутри деноминации, начиная с 1950-х годов. Они возражают против богословских компромиссов с евангелизмом и стремятся защитить «традиционные адвентистские учения», такие как человеческая природа Иисуса Христа после падения Адама, «следственный суд» и перфекционизм Его характера. Исторический адвентизм представлен некоторыми учёными, также наблюдается на низовом уровне церкви и часто продвигается через независимые служения.
Наиболее либеральные элементы в церкви обычно известны как прогрессивные адвентисты (прогрессивные адвентисты обычно не отождествляют себя с либеральным христианством). Они склонны не соглашаться с традиционными взглядами относительно вдохновения Эллен Уайт, субботы, семидневного творения, учения об остатке и следственном суде. Прогрессивное движение поддерживается некоторыми учёными и находит выражение в таких организациях, как Ассоциация адвентистских форумов и в таких журналах, как Spectrum и Adventist Today.

### Богословские организации
Институт библейских исследований является официальным центром богословских исследований церкви. В церкви есть две профессиональные организации адвентистских богословов, связанных с деноминацией. Адвентистское общество религиоведческих исследований (ASRS) было создано для создания сообщества адвентистских богословов, посещающих Общество библейской литературы (SBL) и Американскую академию религии .

В 2006 году ASRS проголосовала за продолжение своих встреч в будущем совместно с SBL. В 1980-х годах было создано «Адвентистское теологическое общество», чтобы обеспечить форум для встреч более консервативных теологов, и оно проводится совместно с Евангелическим теологическим обществом. В Европе адвентистские богословы в 2017 году учредили EASTRS (Европейское адвентистское общество богословия и религиоведения)

## Культура и обычаи

### Субботние мероприятия
Часть пятницы можно потратить на подготовку к субботе; например, приготовление еды и уборку дома. Адвентисты могут собираться на вечернее богослужение в пятницу, чтобы поприветствовать субботний обряд, часто известный как вечерня.
Адвентисты воздерживаются от светской работы в субботу. Они также обычно воздерживаются от чисто светских форм отдыха, таких как спортивные соревнования и просмотр нерелигиозных программ по телевидению. Тем не менее, приветствуются прогулки на природе, семейная деятельность, благотворительная деятельность и другие виды сострадательной деятельности. Субботние дневные мероприятия сильно различаются в зависимости от культурного, этнического и социального происхождения. В некоторых церквях члены и посетители будут участвовать в общении (или «общении») за обедом и в AYS (адвентистском молодёжном служении).

### Богослужение
Основное еженедельное богослужение происходит в субботу, обычно начиная с субботней школы, которая представляет собой структурированное время изучения Библии в небольших группах в церкви. Адвентисты используют официально выпущенный «Урок субботней школы», в котором каждый квартал рассматривается определённый библейский текст или доктрина. В это время проводятся специальные встречи для детей и молодёжи разных возрастных групп (по аналогии с воскресной школой в других церквях).
После небольшого перерыва община снова собирается на церковную службу в типичном евангелическом формате, центральным элементом которой является проповедь. Совместное пение, чтение Священных Писаний, молитвы и пожертвования, включая десятину (или сбор денег), являются другими стандартными функциями. Инструменты и формы музыки поклонения сильно различаются в разных церквях. Некоторые церкви в Северной Америке имеют современный христианский музыкальный стиль, в то время как другие церкви пользуются более традиционными гимнами, включая те, которые можно найти в адвентистском сборнике гимнов. Известно, что поклонение обычно носит ограниченный характер.

### Евхаристия
Адвентистские церкви обычно практикуют открытое причастие четыре раза в год. Он начинается с церемонии омовения ног, известной как «Таинство смирения», основанной на Евангелии от Иоанна 13. Таинство смирения призвано подражать омовению Христом ног своим ученикам на Тайной вечере и напоминать участникам о необходимость смиренно служить друг другу. Участники разделяются по половому признаку в отдельные комнаты для проведения этого ритуала, хотя некоторые общины позволяют супружеским парам совершать таинство друг над другом, и семьи часто поощряются к совместному участию. После его завершения участники возвращаются в главное святилище для вкушения Вечери Господней, состоящей из пресных хлебов и несброженного виноградного сока.

### Здоровье и диета
С 1860-х годов, когда была основана церковь, цельность и здоровье были в центре внимания адвентистской церкви. Адвентисты известны тем, что представляют «послание о здоровье», которое защищает вегетарианство и требует соблюдения кошерных законов, в частности, потребление кошерных продуктов, описанных в Левит 11, что означает воздержание от свинины, моллюсков и других животных, запрещённых как «нечистые».
Церковь отговаривает своих членов от употребления алкогольных напитков, табака или запрещённых наркотиков. Кроме того, некоторые адвентисты избегают употребления кофе, чая, колы и других напитков, содержащих кофеин.
Санитарные товары для продажи
Пионеры адвентистской церкви во многом способствовали повсеместному принятию сухих завтраков в рацион питания на Западе, а «современная коммерческая концепция зерновых продуктов питания» возникла среди адвентистов. Джон Харви Келлог был одним из первых основателей адвентистской работы в области здравоохранения. Его разработка сухих завтраков как здоровой пищи привела к основанию его братом Уильямом компании Kellogg’s . Он рекламировал безвкусные кукурузные хлопья как способ обуздать половое влечение и избежать вреда мастурбации. И в Австралии, и в Новой Зеландии церковная компания Sanitarium Health and Wellbeing Company является ведущим производителем продуктов для здоровья и вегетарианства, в первую очередь Weet-Bix.
Исследования здоровья адвентистов показывают, что средний адвентист в Калифорнии живёт на 4-10 лет дольше, чем средний калифорниец. Исследование приходит к выводу, что адвентисты живут дольше, потому что они не курят и не употребляют алкоголь, каждую неделю имеют день отдыха и придерживаются здоровой вегетарианской диеты с низким содержанием жиров, богатой орехами и бобами. Сплочённость социальных сетей адвентистов также была выдвинута в качестве объяснения их увеличенной продолжительности жизни. Дэн Бюттнер назвал Лома-Линда, штат Калифорния, «голубой зоной» и «долголетия» и приписывает это большой концентрации адвентистов седьмого дня и их оздоровительным практикам.
Согласно всемирному опросу лидеров поместных церквей, проведённому в 2002 году, около 35 % адвентистов практикуют вегетарианство или веганство. Исследование здоровья североамериканских адвентистов, проведённое в 2001—2007 годах, показало, что 54 % адвентистов были мясоедами, 28 % были ово/лакто-вегетарианцами, 10 % были песко-вегетарианцами и 8 % были веганами. 98,9 % когорты были некурящими и 93,4 % воздерживались от употребления алкоголя.

Чистый образ жизни адвентистов был признан военными США в 1954 году, когда 2200 адвентистов добровольно вызвались служить людьми в качестве испытуемых в операции «Белый плащ», программе медицинских исследований биозащиты, заявленной целью которой была защита войск и гражданских лиц от биологического оружия:
Хотя адвентисты были готовы служить своей стране, когда их призвали в армию, они отказались носить оружие. В результате многие из них стали медиками. Теперь США предлагали новобранцам возможность помочь другим способом: добровольно участвовать в биологических испытаниях, чтобы выполнить свои военные обязанности. Когда в конце 1954 года с ними связались, адвентистская иерархия с готовностью согласилась с этим планом. Для учёных Кэмп-Детрик члены церкви были образцом подопытной группы, поскольку большинство из них отличалось отменным здоровьем, не пили, не курили и не употребляли кофеин. С точки зрения добровольцев, испытания дали им возможность выполнить свой патриотический долг, оставаясь при этом верными своим убеждениям. 

### Брак
Адвентистское определение брака — это законное обязательство на всю жизнь между мужчиной и женщиной. Церковное руководство исповедует веру в то, что брак как институт возник из библейской истории об Адаме и Еве и что их союз должен использоваться в качестве образца для всех других браков.
Адвентисты считают, что брак — это божественный институт, установленный Богом во время событий Книги Бытия до изгнания Адама и Евы из Эдема. Они верят, что Бог прославлял союз Адама и Евы и что концепция брака была одним из первых даров Бога человеку и что это «один из двух институтов, которые после грехопадения Адам принёс с собой за пределы врата Рая».
Тексты Ветхого и Нового Заветов интерпретируются некоторыми адвентистами как учения о том, что жёны должны подчиняться своим мужьям в браке.
Адвентисты считают, что гетеросексуальные браки являются единственным библейским основанием для сексуальной близости. Адвентисты не заключают однополых браков, и люди, которые открыто гомосексуальны, не могут быть рукоположены, но могут занимать церковные должности и членство, если они не поддерживают активно однополые отношения. Текущая церковная политика гласит, что открытых гомосексуалистов (и «практикующих») следует приветствовать на церковных службах и относиться к ним с любовью и добротой, присущими любому человеку.

### Этика и сексуальность
Церковь адвентистов седьмого дня выступает против абортов, полагая, что они могут иметь долгосрочные негативные последствия как для отдельных лиц, так и для общества в целом. В официальном заявлении о «библейском взгляде на нерождённую жизнь» церковь заявила, что нерождённый ребёнок рассматривается Богом как живой человек, убийство которого запрещено.
Адвентисты поощряют сексуальное воздержание как мужчин, так и женщин до брака. Церковь не одобряет внебрачных сожительств. Адвентисты выступают против гомосексуальной активности и отношений, ссылаясь на веру в то, что Священное Писание не допускает гомосексуализма.
Адвентистская церковь выпустила официальные заявления в отношении других этических вопросов, таких как эвтаназия (против активной эвтаназии, но допускающая пассивное прекращение медицинской поддержки, чтобы позволить наступить смерти), контроль над рождаемостью (в пользу этого для супружеских пар при правильном использовании, но против абортов как контроля над рождаемостью и добрачного секса в любом случае) и клонирования человека (против него, если технология может привести к неполноценным родам или абортам).

### Одежда и развлечения
Адвентисты традиционно придерживались социально консервативных взглядов на одежду и развлечения. Эти взгляды отражены в одном из основных церковных верований:
Чтобы Дух воссоздал в нас характер нашего Господа, мы занимаемся только тем, что принесёт в нашу жизнь христоподобную чистоту, здоровье и радость. Это означает, что наши развлечения и развлечения должны соответствовать самым высоким стандартам христианского вкуса и красоты. Признавая культурные различия, наша одежда должна быть простой, скромной и опрятной, подходящей тем, чья истинная красота состоит не во внешнем украшении, а в нетленном убранстве кроткого и молчаливого духа. 
Соответственно, адвентисты выступают против таких обычаев, как пирсинг и татуировки, и воздерживаются от ношения украшений, в том числе таких предметов, как серьги и браслеты. Некоторые также выступают против показа обручальных колец, хотя Генеральная конференция не запрещает обручальные кольца. Консервативные адвентисты избегают определённых развлекательных мероприятий, которые считаются негативным духовным влиянием, включая танцы, рок-музыку и светский театр. Однако крупные исследования, проведённые с 1989 года, показали, что большинство североамериканской церковной молодёжи отвергает некоторые из этих стандартов. 
Хотя некоторым это кажется невероятным, я благодарен, что, когда я вырос в церкви [в 1950-х и 1960-х годах], меня учили не ходить в кинотеатр, танцевать, слушать популярную музыку, читать романы, носить украшения, играйте в карты, боулинг, бильярд или даже увлекайтесь профессиональным спортом.

-  
Адвентисты часто цитируют труды Эллен Уайт, особенно её книги «Советы по диете и еде», «Советы родителям, учителям и учащимся» и «Образование» как вдохновенные источники христианского поведения. Адвентистская церковь официально выступает против азартных игр.

### Миссионерская работа с молодёжью
Молодёжный отдел адвентистской церкви управляет возрастными клубами для детей и молодёжи по всему миру.
Клубы «Авантюрист» (1-4 классы), «Нетерпеливый бобёр» (детский сад) и «Маленькие ягнята» (дошкольная группа) — это программы для детей младшего возраста, которые входят в программу «Следопыт».
Pathfinders — это клуб для мальчиков и девочек с 5-го по 10-й класс (до 12-го на Флоридской конференции). Это похоже на скаутское движение и частично основано на нём. Следопыты знакомят молодых людей с такими видами деятельности, как походы, общественные работы, личное наставничество и обучение навыкам, а также обучают их лидерству в церкви. Ежегодные «кемпинги» проводятся на отдельных конференциях, где следопыты из региона собираются и участвуют в мероприятиях, подобных слёту бойскаутов.
После того, как человек переходит в 9-й класс, он имеет право присоединиться к обучению лидеров подростков в рамках Pathfinders. В 11-м классе, обычно после членства в клубе, они могут стать сотрудником следопыта или авантюриста и начать программу «Мастер-проводник» (аналогичную программе «Мастер-скаут»), которая развивает лидеров как для авантюристов, так и для следопытов.

### Молодёжные лагеря
Церковь адвентистов седьмого дня управляет молодёжными лагерями по всей Северной Америке и во многих других частях мира. Каждый лагерь различается по предлагаемым мероприятиям, но в большинстве из них есть стрельба из лука, плавание, верховая езда, декоративно-прикладное искусство, природа, курс испытаний с высокими верёвками и многие другие обычные мероприятия лагеря. В дополнение к обычным лагерям у некоторых есть специальные лагеря или лагеря RAD, которые различаются по своей деятельности.

## Организация

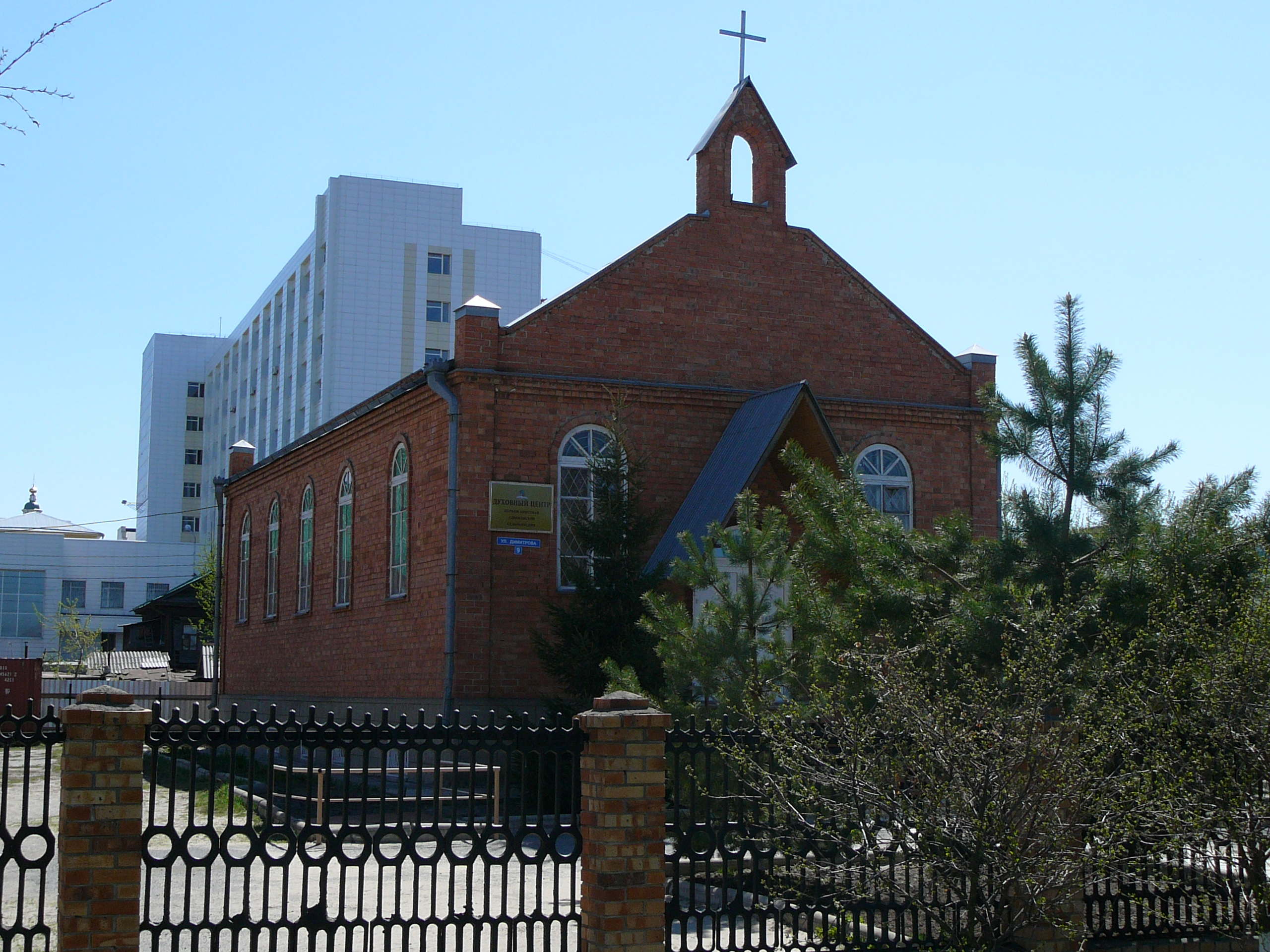
Духовный центр адвентистов седьмого дня (г. Тюмень)

Для церкви АСД характерен представительский (выборно-иерархический) тип организации; все руководящие должности в церкви являются выборными. При этом сохраняется централизация во всемирном масштабе.
Высшим представительским органом является Генеральная конференция (ГК, ещё называемая «всемирной миссией»), она состоит из 13 дивизионов (региональных организаций ГК). Сессии Генеральной конференции созываются раз в 5 лет, последний раз — в 2022 году. На сессии Генеральной конференции избирается президент Генеральной конференции и другие руководящие лица, решаются организационные и доктринальные вопросы. C июня 2010 года президентом является Тед Вильсон (Ted N. C. Wilson). Сессии Генеральной конференции чаще всего проводятся в городах Северной Америки и Западной Европы.
Церковь адвентистов седьмого дня управляется формой представительства, напоминающей пресвитерианскую систему церковной организации. Во всемирной церкви существует четыре уровня организации.
1. Поместная церковь является базовым уровнем организационной структуры и публичным лицом деноминации. Каждый крещёный адвентист является членом поместной церкви и имеет право голоса в этой церкви.
2. Прямо над поместной церковью находится «местная конференция». Поместная конференция — это организация церквей в пределах штата, провинции или территории (или их части), которая назначает служителей, владеет церковной землёй и организует распределение десятины и выплат служителям.
3. Над местной конференцией находится «союзная конференция», которая объединяет ряд местных конференций на большей территории.
4. Высшим уровнем управления в церковной структуре является Генеральная конференция, состоящая из 13 «подразделений», каждое из которых закреплено за различными географическими точками. Генеральная конференция является церковным органом власти и имеет последнее слово в спорных и административных вопросах. Генеральная конференция возглавляется канцелярией президента . Главный офис Генеральной конференции находится в Силвер-Спринг, штат Мэриленд, США.

Каждая организация управляется общим «сеансом», который происходит через определённые промежутки времени. Обычно это происходит при принятии административных решений. Например, президент Генеральной конференции избирается на сессии Генеральной конференции каждые пять лет. Делегаты на сессии назначаются организациями более низкого уровня. Например, каждая поместная церковь назначает делегатов на конференцию.
Десятины, собранные с членов церкви, не используются напрямую поместными церквями, а передаются наверх местным конференциям, которые затем распределяют финансы на различные нужды служения. Работники получают компенсацию «на основе церковной политики вознаграждения и практики, действующей в том месте или стране, в которой они проживают».
Церковное руководство даёт положения для каждого уровня правительства о создании образовательных, медицинских, издательских и других учреждений, которые рассматриваются в рамках призыва Великого поручения.

### Церковные служащие и духовенство
Рукоположённое духовенство адвентистской церкви известно как служители или пасторы. Служители не избираются и не нанимаются поместными церквями, а вместо этого назначаются поместными конференциями, которые возлагают на них ответственность за одну церковь или группу церквей. Рукоположение — это официальное признание пасторов и старейшин, как правило, после нескольких лет служения. В большинстве частей мира женщинам не может быть присвоено звание «рукоположённых», хотя некоторые из них работают в служении и могут быть «назначены» или «рукоположены». Однако, начиная с 2012 года, некоторые профсоюзы приняли политику, позволяющую конференциям членов проводить рукоположение независимо от пола.
В поместной церкви существует ряд мирских должностей, в том числе рукоположённые должности старейшины и дьякона. Старейшины и дьяконы назначаются голосованием на деловом собрании поместной церкви или выборных комитетов. Старейшины выполняют в основном административную и пастырскую роль, но также должны быть способны обеспечивать религиозное руководство (особенно в отсутствие рукоположённого служителя). Роль дьяконов состоит в том, чтобы помогать в нормальном функционировании поместной церкви и поддерживать церковное имущество.

### Посвящение женщин
Хотя у церкви нет письменных правил, запрещающих рукоположение женщин, она традиционно посвящала только мужчин. В последние годы рукоположение женщин стало предметом жарких споров, особенно в Северной Америке и Европе. В адвентистской церкви кандидаты для рукоположения выбираются местными конференциями (которые обычно управляют примерно 50-150 местными собраниями) и утверждаются союзами (которые обслуживают около 6-12 конференций). Генеральная конференция представительным голосованием всемирной церкви на официальном заседании отклонила три просьбы более прогрессивного Североамериканского дивизиона о рукоположении женщин (1990, 1995, 2015). На основании этих голосов Генеральная конференция потребовала, чтобы местные конференции не посвящали женщин в сан, если/пока все части всемирной церкви не примут эту практику.

### Членство
Основным условием членства в адвентистской церкви является крещение погружением в воду. Это, согласно церковному руководству, должно происходить только после того, как кандидат прошёл надлежащее обучение тому, во что верит церковь.
По состоянию на 30 сентября 2020 года в церкви крещено 21 760 076 человек. В период с 2005 по 2015 год около полумиллиона человек в год присоединялись к адвентистской церкви посредством крещения и исповедания веры. Церковь является одной из самых быстрорастущих организаций в мире, в первую очередь за счёт увеличения числа членов в развивающихся странах. Сегодня менее 7 % членов в мире проживает в Соединённых Штатах, при этом большое их количество проживает в Африке, а также в Центральной и Южной Америке. В зависимости от того, как измерялись данные, сообщается, что количество членов церкви достигло 1 миллиона в период с 1955 по 1961 год и выросло до пяти миллионов в 1986 году миллионов в 2005 году, 16 миллионов в 2009 году и 19 миллионов в 2015 году. Сообщается, что сегодня более 25 миллионов человек еженедельно поклоняются в церквях адвентистов седьмого дня по всему миру. Церковь действует в 202 из 230 стран и территорий, признанных Организацией Объединённых Наций, что делает её «вероятно, самой распространённой протестантской конфессией».
Г. Джеффри Макдональд, отмеченный наградами религиозный репортёр и автор книги «Воры в храме», сообщает, что церковь АСД является самой быстрорастущей церковью в Соединённых Штатах. «Недавно опубликованные данные показывают, что адвентизм седьмого дня растёт на 2,5 % в Северной Америке, что является быстрым отрывком для этой части мира, где южные баптисты и основные деноминации, а также другие церковные группы сокращаются».
Церковь была описана как «что-то вроде большой семьи», пользующейся тесными, «двумя степенями разделения социальных сетей».

### Церковные учреждения
Институт библейских исследований является богословским исследовательским центром церкви.
Поместье Эллен Уайт было основано в 1915 году после её смерти, как указано в её законном завещании. Его цель — быть хранителем её произведений, и по состоянию на 2006 год в его состав входит 15 членов правления. В поместье Эллен Уайт также находится официальный веб-сайт Эллен Уайт whiteestate.org.
Научно- исследовательский институт геолого-геофизических исследований при Университете Лома Линда был основан в 1958 году для изучения научных данных о происхождении.

### Список дивизионов

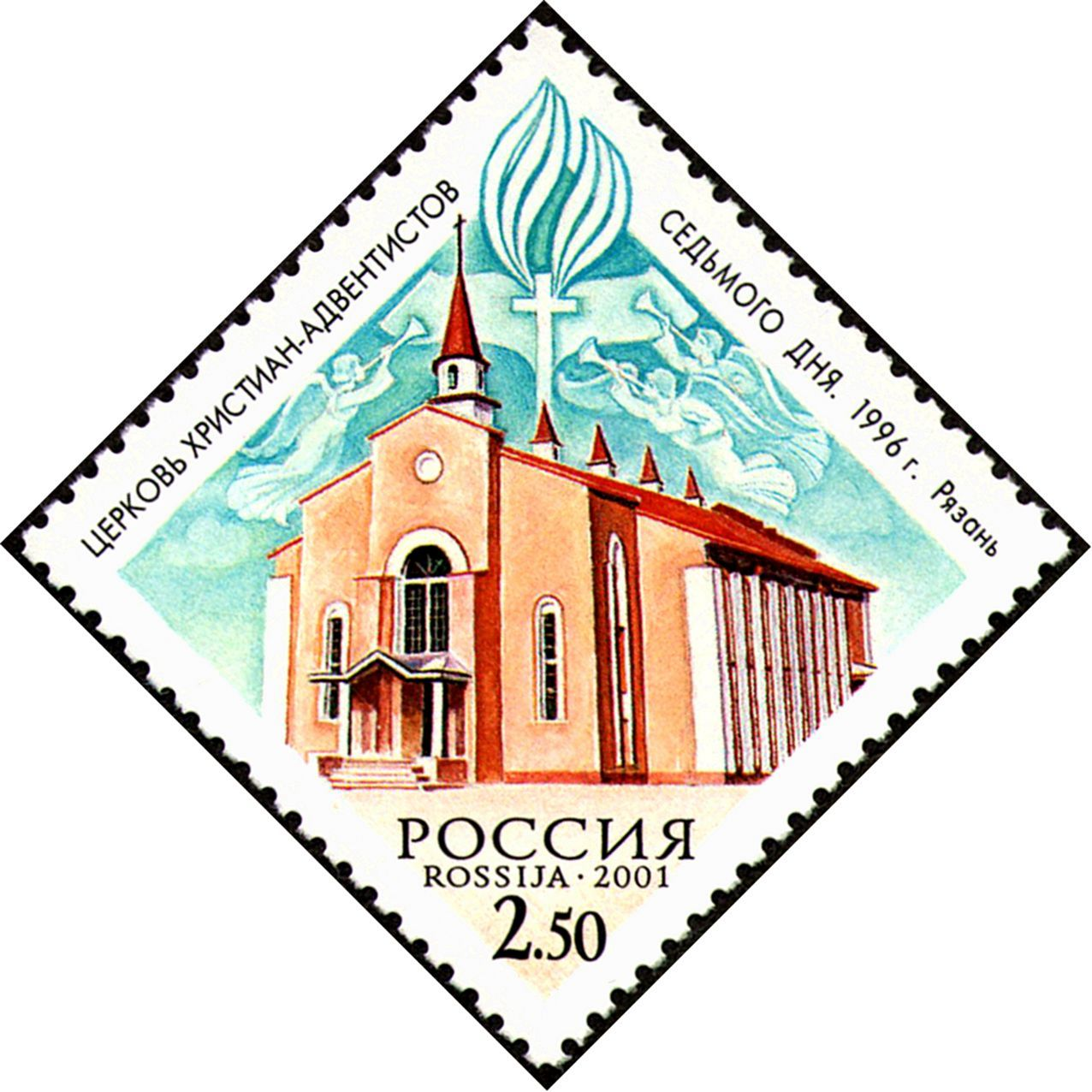
Церковь христиан-адвентистов в Рязани. 1996 г. Почтовая марка России, 2001 г.

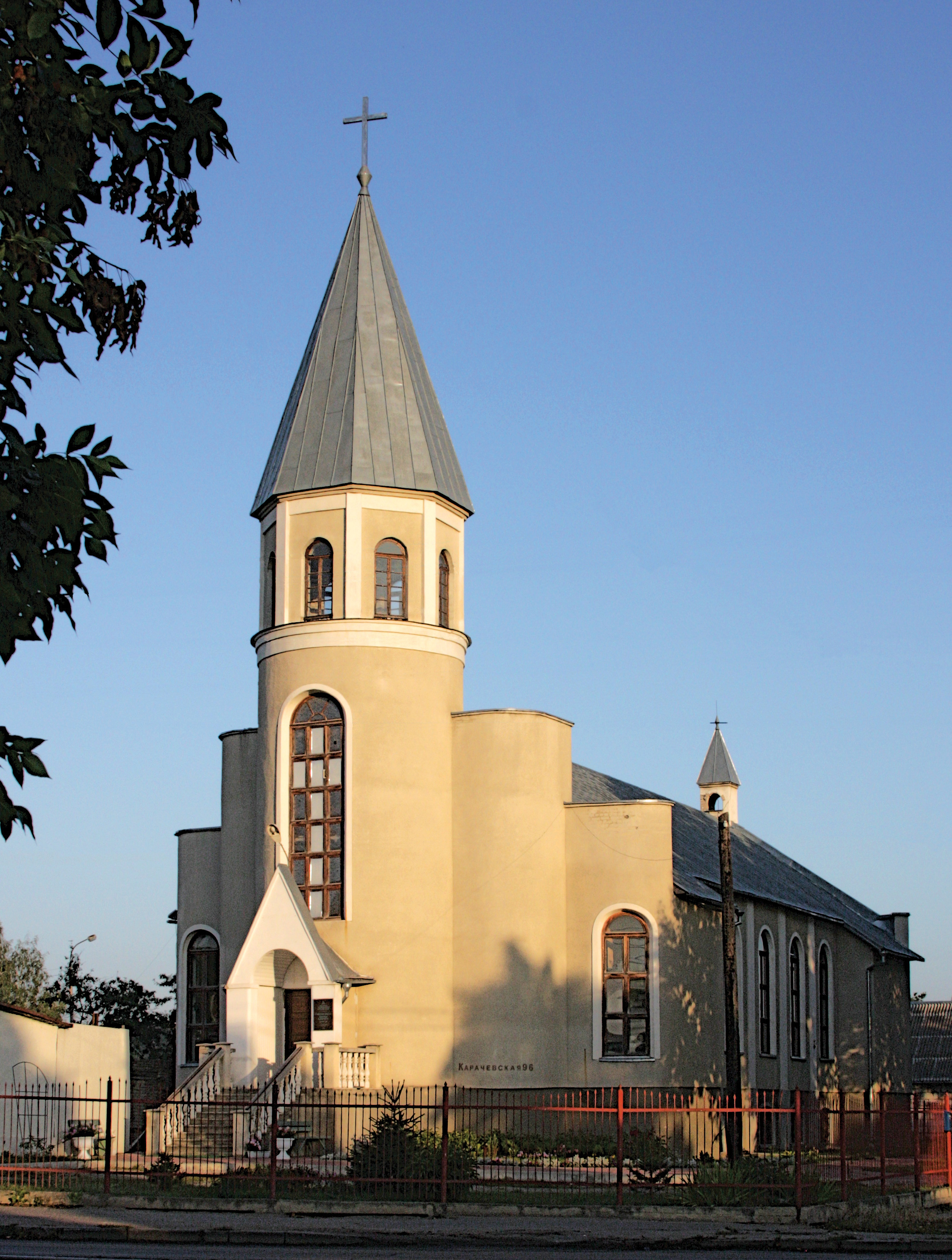
Молитвенный дом адвентистов в городе Орле

- Дивизион Восточной и Центральной Африки (ECD) — Найроби, Кения
- Интер-Европейский дивизион (EUD) — Берн, Швейцария
- Евро-Азиатский дивизион (ESD) — Москва, Россия
- Межамериканский дивизион (IAD) — Майами, Флорида, США
- Североамериканский дивизион (NAD) — Силвер-Спринг, Мэриленд, США
- Северный Азиатско-Тихоокеанский дивизион (NSD) — Коян (Goyang), Южная Корея
- Южноафриканско-Индоокеанский дивизион — Претория, ЮАР
- Южно-Американский дивизион — Бразилиа, Бразилия
- Южно-Тихоокеанский дивизион (SPD) — Варунга, Новый Южный Уэльс, Австралия
- Южно-Азиатский дивизион — Тамилнад, Индия
- Южный Азиатско-Тихоокеанский дивизион (SSD) — Кавите, Филиппины
- Транс-Европейский дивизион (TED) — Сент-Олбанс, Великобритания
- Дивизион Западной и Центральной Африки — Абиджан, Кот-д’Ивуар[9]

### Церковь АСД в России и СНГ
Церкви АСД в России, странах СНГ и Афганистане составляют Евро-Азиатский дивизион, который в свою очередь делится на несколько унионов (союзов церквей).

#### Церковь АСД в России

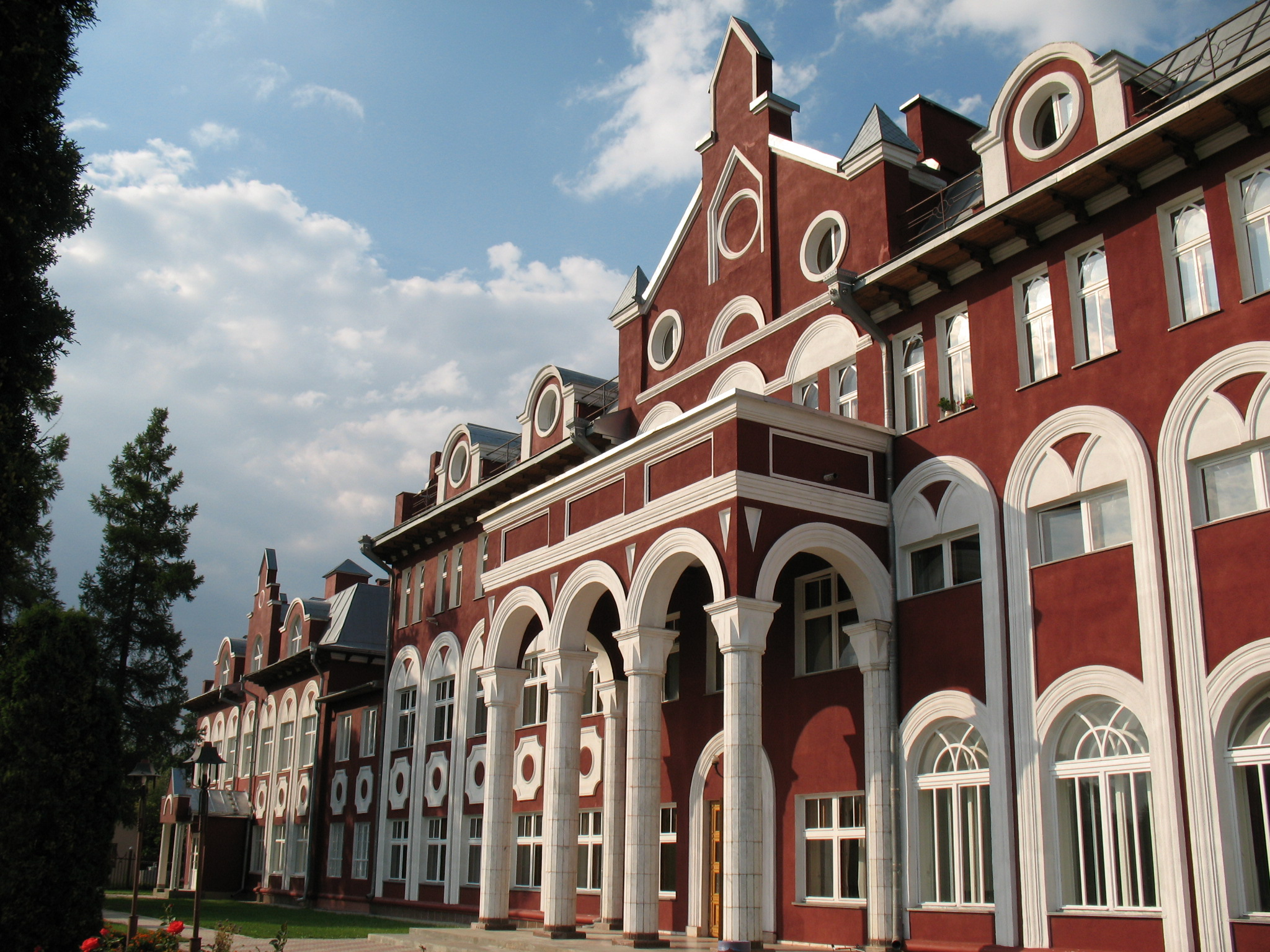
Заокский христианский гуманитарно-экономический институт

В настоящее время в России действуют:
- ВРУМ — Восточно-российская союзная миссия (82 церкви; 39 групп; 5018 членов церкви);
- ДВМ — Дальневосточный унион церквей (58 церквей; 3543 члена церкви);
- ЗРУК — Западно-российский союз (431 церковь; 29 290 членов церкви);
- КаУМ — Кавказская унионная миссия (192 церкви; 9612 членов церкви);
- Крымская миссия,
- Донское поле.

Внутри союзов существуют объединения поместных церквей — региональные союзы (местные конференции), в которые входят на добровольных началах несколько десятков общин (поместных церквей). Первичной организацией АСД является поместная церковь (община верующих). Её деятельностью руководит совет церкви, председателем которого является пастор или пресвитер. Высший орган поместной церкви — членское собрание общины.
Церковь АСД имеет в России высшее учебное заведение — Заокский адвентистский университет в посёлке Заокский Тульской области.
В каждой общине организованы так называемые «субботние школы» по доктринальному религиозному обучению как детей, так и взрослых, для детей проводятся уроки детской субботней школы, в некоторых церковных общинах и молодёжной. Для их проведения издаются ежеквартальные издания с материалами субботней школы, отдельно для слушателей и отдельно — для преподавателей (пособия для преподавателей отличаются от таковых для слушателей лишь наличием в конце каждого урока материалов для дополнительного изучения), для детей и молодёжи эти так называемые «урочники» издаются отдельно.
Адвентистское издательство «Источник жизни», расположенное также в посёлке Заокский, выпускает различную религиозную литературу, издаёт журналы «Благая весть», «Адвентистский вестник» (ежеквартально), «Альфа и омега» (журнал для пасторов Церкви), «Образ и подобие» (молодёжный журнал), газету «Слово примирения». Поместная церковь АСД «Ожидающая» г. Йошкар-Олы Республики Марий Эл является учредителем детского журнала «Чудесные странички» и миссионерской газеты «Сокрытое сокровище», тираж которой с мая 2000 года по август 2010 года вырос с 1000 экз. до 1 500 000 экз. Газета печатается в различных городах России (с июня 2010 года — в 22 городах) на пожертвования членов поместных церквей и распространяется бесплатно. Ежемесячно выходит один основной номер газеты духовного содержания и один тематический выпуск «Ключи к здоровью».
Работает радиотелецентр «Голос надежды» (г. Тула), передачи которого транслируются по Центральному радио и телевидению, и телецентр в г. Рязани.
Адвентисты осуществляют обширную благотворительную программу при поддержке Всемирного центра АСД. Проводятся семинары по здоровому образу жизни при технической, информационной и материальной поддержке медицинского центра Университета Лома Линда (Калифорния, США). В Рязани открыт свой центр здоровья — реабилитационная клиника для детей, больных церебральным
параличом.

## Адвентистская миссия
Адвентистская миссионерская работа, начатая в конце XIX века, сегодня охватывает людей более чем в 200 странах и территориях. Работники адвентистской миссии стремятся проповедовать Евангелие, укреплять здоровье в больницах и клиниках, осуществлять проекты развития для повышения уровня жизни и оказывать помощь во время бедствий.
Миссионерская деятельность Церкви адвентистов седьмого дня направлена не только на нехристиан, но и на христиан других конфессий. Адвентисты верят, что Христос призвал своих последователей в Великом поручении достичь всего мира. Однако адвентисты проявляют осторожность, следя за тем, чтобы евангелизация не препятствовала и не нарушала основные права человека. Религиозная свобода — это позиция, которую поддерживает и продвигает адвентистская церковь.

### Образование
Во всём мире адвентистская церковь управляет 7598 школами, колледжами и университетами, в которых обучается более 1 545 000 человек, а общий преподавательский состав составляет около 80 000 человек. Он утверждает, что управляет «одной из крупнейших поддерживаемых церковью образовательных систем в мире». В Соединённых Штатах действует крупнейшая протестантская образовательная система, уступающая в целом только римско-католической церкви. Адвентистская образовательная программа стремится быть всеобъемлющей, охватывающей «умственное, физическое, социальное и, прежде всего, духовное здоровье» с «интеллектуальным ростом и служением человечеству» в качестве своей цели.
Крупнейшим (по численности населения) университетом адвентистов седьмого дня в мире является Северо-Карибский университет, расположенный в Мандевиле, Ямайка.

### Здоровье
Адвентисты управляют большим количеством больниц и медицинских учреждений. Их крупнейшей медицинской школой и больницей в Северной Америке является Университет Лома Линда и примыкающий к нему Медицинский центр . По всему миру церковь управляет широкой сетью больниц, клиник, центров образа жизни и санаториев. Они играют важную роль в проповеди церкви о здоровье и распространении миссий по всему миру.
Медицинский центр Университета Лома Линда
Адвентистская система здравоохранения — крупнейшая некоммерческая многопрофильная протестантская система здравоохранения в США. Он спонсируется Церковью адвентистов седьмого дня и ежегодно обслуживает более 4 миллионов пациентов.

### Гуманитарная помощь и окружающая среда
Более 50 лет церковь активно оказывает гуманитарную помощь через Адвентистское агентство помощи и развития (АДРА). ADRA работает как неконфессиональное агентство по оказанию помощи в 125 странах и регионах мира. АДРА получила Общий консультативный статус Экономического и Социального Совета ООН . Во всём мире в ADRA работает более 4000 человек, которые помогают оказывать помощь в кризисных ситуациях, а также способствуют развитию в условиях бедности.
Церковь принимает на себя официальные обязательства по защите и заботе об окружающей среде, а также предпринимает действия, чтобы избежать опасностей изменения климата: «Адвентизм седьмого дня выступает за простой, здоровый образ жизни, когда люди не вступают на беговую дорожку безудержного сверхпотребления, накопления благ и производства отходов, требуется реформирование образа жизни, основанное на уважении к природе, воздержании в использовании мировых ресурсов, переоценке своих потребностей и подтверждении достоинства сотворённой жизни».

### Религиозная свобода
Более 120 лет адвентистская церковь активно продвигает свободу вероисповедания для всех людей, независимо от веры. В 1893 году его лидеры основали Международную ассоциацию религиозной свободы, которая является универсальной и бесконфессиональной. Государственный совет Церкви адвентистов седьмого дня служит, прежде всего, путём защиты, для защиты религиозных групп от законодательства, которое может повлиять на их религиозную практику. Например, в мае 2011 года организация боролась за принятие закона, защищающего адвентистских сотрудников, желающих соблюдать субботу. По мнению организации, «американцы, объединившиеся за отделение церкви от государства», Церковь адвентистов седьмого дня на протяжении всей своей истории активно выступала за отделение церкви от государства.

### СМИ
Адвентисты уже давно являются сторонниками служения через средства массовой информации. Традиционная евангелизационная деятельность адвентистов состояла из уличных миссий и распространения брошюр, таких как «Истина для настоящего времени», которая была опубликована Джеймсом Уайтом ещё в 1849 году.
В прошлом веке в этих усилиях также использовались новые средства массовой информации, такие как радио и телевидение. Первым из них было радиошоу Ричардса «Голос пророчества», которое первоначально транслировалось в Лос-Анджелесе в 1929 году. «Написано», основанная Джорджем Вандеманом, была первой религиозной программой, которая транслировалась по цветному телевидению, и первым крупным христианским служением, использовавшим технологию спутниковой связи. Сегодня канал «Надежда», официальная телевизионная сеть церкви, управляет более чем 8 международными каналами, вещающими 24 часа в сутки по кабелю, спутнику и в Интернете.
Всемирное адвентистское радио было основано в 1971 году и является «радиомиссией» Церкви адвентистов седьмого дня. Он использует AM, FM, короткие волны, спутник, подкастинг и Интернет, вещая на 77 основных языковых группах мира с потенциальным охватом 80 % населения мира. Штаб-квартира AWR находится в Силвер-Спринг, штат Мэриленд, а студии расположены по всему миру. Большая часть доходов министерства поступает от членских пожертвований.
Евангелисты АСД, такие как Дуг Бэтчелор, Марк Финли и Дуайт Нельсон, провели ряд международных спутниковых трансляций в прямом эфире, обращаясь к аудитории на 40 языках одновременно.
Кроме того, существует ряд частных СМИ, представляющих адвентистские убеждения. К ним относятся вещательная сеть «Три ангела» (3ABN) и сети SafeTV, а также такие организации, как «Тихий час» и «Удивительные открытия».
Многие годы из США выходили радиопередачи на разных языках радиостанции адвентистов седьмого дня «The Voice Of Hope» / «Голос надежды». На русском языке передачи выходили с 1983 по 1990 годы на коротких волнах 31 метр еженедельно.
В 2016 году Церковь выпустила фильм «Расскажи миру».

### Публикация
Адвентистская церковь владеет и управляет многими издательскими компаниями по всему миру. Двумя крупнейшими являются издательские ассоциации Pacific Press и Review and Herald, обе расположены в Соединённых Штатах. Штаб-квартира The Review and Herald находится в Хагерстауне, штат Мэриленд.
Официальным церковным журналом является Adventist Review, ориентированный на Северную Америку. У него есть родственный журнал (Адвентистский мир), который имеет международную перспективу. Ещё один крупный журнал, издаваемый церковью, — это выходящий раз в два месяца журнал Liberty, в котором рассматриваются вопросы, касающиеся свободы вероисповедания.

### Экуменическая деятельность
Адвентистская церковь в целом выступает против экуменического движения, хотя и поддерживает некоторые другие цели экуменизма. Генеральная конференция опубликовала официальное заявление о позиции адвентистов в отношении экуменического движения, которое содержит следующий абзац:
Должны ли адвентисты сотрудничать в экуменическом плане? Адвентисты должны сотрудничать в той мере, в какой провозглашается подлинное Евангелие и удовлетворяются вопиющие человеческие нужды. Церковь адвентистов седьмого дня не хочет запутанного членства и отказывается от любых компромиссных отношений, которые могут привести к ослаблению её отчётливого свидетельства. Однако адвентисты хотят быть «сознательными сотрудниками». Экуменическое движение как средство сотрудничества имеет приемлемые аспекты; как средство органического единства церквей оно гораздо более подозрительно.

Не будучи членом Всемирного совета церквей, адвентистская церковь участвовала в его собраниях в качестве наблюдателя. 

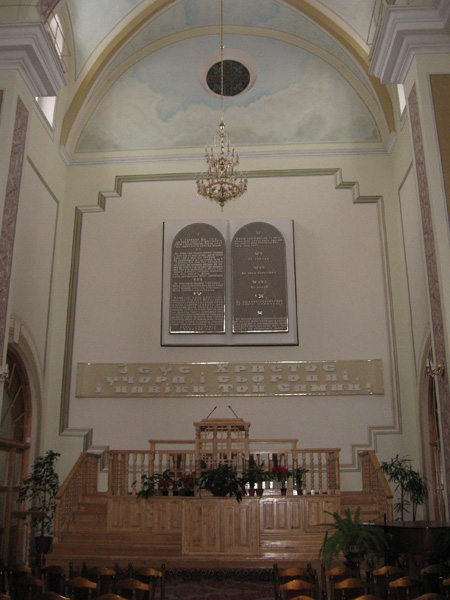
Зал собраний в молитвенном доме адвентистов седьмого дня

## Богослужения и священнослужители
Поместная община во главе с пастором, старшим пресвитером и церковным советом является самой малой структурой адвентистов седьмого дня. Периодически собирается собрание членов общины для выборов дьяконов, пресвитеров, дьяконис, секретаря и казначея общины, церковного совета, а также для решения вопросов о членстве в общине и выборов делегатов на внутрицерковные форумы. Общие богослужения доступны для свободного посещения всех желающих.
Как и в других протестантских вероисповеданиях, в вероучении адвентистов отсутствует догмат о непогрешимости церкви и её предстоятелей, а признаётся священство всех верующих. Кроме признания всеобщего священства всех членов общин, у адвентистов имеются рукоположённые священнослужители; высший сан при рукоположении — проповедник; служитель в этом звании может занимать сколь угодно высокую или, наоборот, рядовую должность в церковной иерархии.
В обряд причастия, который называется «вечеря Господня» и совершается пресным хлебом и «пресным вином» (виноградным соком), включено также и предварительное омовение ног. Причастие в общинах АСД является открытым для участия в нём всех верующих христиан. Служение Святой Вечери совершается один раз в квартал.

## Дисциплина
Вопросы церковного порядка и дисциплины регулируются «Церковным руководством» адвентистов седьмого дня. Если член церкви нарушает Десять заповедей, церковный или общественный порядок, церковь вправе применить к нему дисциплинарные меры, замечание или исключение.
Исключают из членства за нарушения религиозного или нравственного плана (ересь, недостойное поведение, необоснованный развод, несоблюдение субботы и т. д.). Исключение из членства возможно за оставление (обычно более трёх лет) богослужебных собраний общины без причины (болезнь) или перешедших в другие вероучения. Это решение принимается голосованием на общем собрании членов церкви. Исключённый может посещать богослужения церкви, участвовать в служении субботней школы. Исключение из членства также не означает предание человека анафеме, что отличает адвентистов седьмого дня от ряда других конфессий, где практикуется не исключение, а отлучение.

## Критика
Адвентистская церковь подверглась критике по нескольким направлениям, включая то, что некоторые называют неортодоксальными доктринами, а также в отношении Эллен Уайт и её статуса в церкви, а также в отношении предполагаемых эксклюзивистских вопросов.
Церковь АСД подвергается критике со стороны отделившихся от неё независимых адвентистских движений, таких как Реформационное движение адвентистов седьмого дня, «Верные и свободные адвентисты седьмого дня»(ВВЦ ВС АСДРД или «шёлковцы», последователи учения В. А. Шёлкова) за отсутствие должной реакции руководства церкви на добровольное поступление адвентистов США на обычную воинскую службу, которая допускает участие членов церкви в военных действиях (противоречит официальной позиции церкви, к этой критике американских адвентистов присоединились и европейские адвентисты), за признание догмата о Троице (со стороны антитринитарных групп в адвентизме, например Свидетелей Иисуса Христа), диалог с другими религиями и ослабление (по их мнению) требований к соблюдению заповеди о субботнем дне.

### Доктрины
Критики, такие как евангелист Энтони Хоэкема (который считал, что адвентисты больше согласны с арминианством), утверждают, что некоторые адвентистские доктрины неортодоксальны. Несколько учений, которые подверглись тщательному анализу, — это аннигиляционистский взгляд на ад, следственный суд (и связанный с ним взгляд на искупление) и суббота; кроме того, Хоэкема также утверждает, что адвентистское учение страдает от законничества.
В то время как критики, такие как Хоэкема, классифицировали адвентизм как сектантскую группу на основании его нетипичных доктрин, протестантские евангелисты признали его более мейнстримным после его встреч и дискуссий с евангелистами в 1950-х годах. Примечательно, что Билли Грэм пригласил адвентистов принять участие в его крестовых походах после того, как консервативный христианский журнал Eternity, издаваемый Дональдом Барнхаусом, утверждал в 1956 году, что адвентисты являются христианами, а также позже заявил: «Они тверды в великих учениях Нового Завета», включая благодать и искупление через заместительную жертву Иисуса Христа «раз и навсегда». Уолтер Мартин, которого многие считают отцом антикультового апологетического движения в рамках евангелизма, написал книгу «Правда об адвентистах седьмого дня» (1960), ставшую поворотным моментом в восприятии адвентизма: «Вполне возможно быть адвентистом седьмого дня и быть истинным последователем Иисуса Христа, несмотря на неортодоксальное представление».
Позже Мартин планировал написать новую книгу об адвентизме седьмого дня с помощью Кеннета Р. Семплса. Образцы, впоследствии написанные «От разногласий к кризису: обновлённая оценка адвентизма седьмого дня», которые поддерживают точку зрения Мартина «для того сегмента адвентизма, который придерживается позиции, изложенной в QOD, и далее выражен в евангельском адвентистском движении последние несколько десятилетий». Однако Семплс также утверждал, что «традиционный адвентизм», похоже, «уходит всё дальше от ряда позиций, занятых в QOD», и, по крайней мере, в Glacier View, похоже, «заручился поддержкой многих администраторов и лидеров».

### Эллен Уайт и её статус
Статус Эллен Уайт как современного пророка также подвергался критике. В эпоху «Вопросов о доктрине» евангелисты выразили озабоченность по поводу понимания адвентизмом отношения произведений Уайта к вдохновлённому канону Писания. Фундаментальные верования адвентистов утверждают, что «Библия является эталоном, по которому должны проверяться все учения и опыт».

Распространённой критикой Эллен Уайт, широко популяризированной Уолтером Т. Ри, Рональдом Намберсом и другими, является заявление других авторов о плагиате. Независимый юрист, специализирующийся на плагиате, Винсент Л. Рамик, был нанят для изучения работ Эллен Уайт в начале 1980-х годов и пришёл к выводу, что они «опровержимо не плагиат». Когда обвинение в плагиате вызвало серьёзные дебаты в конце 1970-х и начале 1980-х годов, Генеральная конференция адвентистов поручила доктору Фреду Вельтману провести крупное исследование. Последующий проект стал известен как «Христа» доступны в архивах Кинг и Морган и Морган в числе прочих взялись за опровержение обвинений в плагиате. В заключении своего доклада Рамик заявляет:
Невозможно представить, чтобы намерение Эллен Уайт, отражённое в её трудах и приложенных к ним бесспорно колоссальных усилиях, было чем-то иным, кроме как искренне мотивированной и бескорыстной попыткой изложить понимание библейских истин в связной форме для всех. увидеть и понять. Несомненно, природа и содержание её писаний имели только одну надежду и намерение, а именно способствовать пониманию человечеством слова Божьего. Принимая во внимание все факторы, необходимые для достижения справедливого вывода по этому вопросу, утверждается, что сочинения Эллен Уайт явно не являются плагиатом. 

### Эксклюзивность
Критики утверждали, что некоторые адвентистские верования и обычаи носят эксклюзивистский характер, и они указывают на заявление адвентистов о том, что они являются «Церковью остатка», и на традиционную протестантскую ассоциацию римского католицизма с «Вавилоном». Такое отношение, как говорят, узаконивает прозелитизм христиан из других конфессий. В ответ на такую критику адвентистские богословы заявили, что учение об остатке не исключает существования истинных христиан в других деноминациях, но касается институтов. 
Мы полностью осознаём тот обнадёживающий факт, что множество истинных последователей Христа рассеяно по различным церквям христианского мира, включая римско-католическую общину. Их Бог ясно признаёт Своими. Они не составляют часть «Вавилона», изображённого в Апокалипсисе.

—  
Эллен Уайт также представила это в подобном свете:
У Бога есть дети, многие из них, в протестантских церквях и большое количество в католических церквях, которые более верны тому, чтобы повиноваться свету и делать всё, что в их силах, чем многие из адвентистов, соблюдающих субботу, которые не ходите в свете.

—  

## Независимые министерства, ответвления и расколы

### Независимые министерства
В дополнение к министерствам и учреждениям, которые официально находятся в ведении деноминации, существуют многочисленные парацерковные организации и независимые министерства. К ним относятся различные медицинские центры и больницы, издательства и министерства средств массовой информации, а также организации по оказанию помощи. Present Truth Magazine — независимый онлайн-журнал для тех, кто называет себя «евангельскими» адвентистами.
Ряд независимых служений был создан группами внутри адвентистской церкви, которые придерживаются богословски отличной позиции или желают продвигать конкретное послание, например, организация «Надежда интернешнл», у которой натянутые отношения с официальной церковью, которая выразила обеспокоенность тем, что такие служения могут угрожать адвентистскому единству. Некоторые независимые служения продолжали подчёркивать господствующую адвентистскую веру, которая идентифицировала римское папство как Антихриста.[ нужна ссылка ] Церковь выступила с заявлением, разъясняющим официальную позицию о том, что она не одобряет какого-либо поведения членов, которое могло «проявлять предубеждение и даже фанатизм» в отношении католиков.

### Ответвления и расколы
На протяжении всей истории деноминации было несколько групп, которые покинули церковь и сформировали свои собственные движения.
После Первой мировой войны группа, известная как Реформистское движение адвентистов седьмого дня, была сформирована в результате действий Л.Р. церковные лидеры во время войны, которые решили, что участие адвентистов в войне приемлемо. Те, кто выступал против этой позиции и отказывался участвовать в войне, в то время были объявлены «исключёнными» их местными церковными руководителями. Когда церковные лидеры из Генеральной конференции пришли и увещевали местных европейских лидеров после войны попытаться залечить ущерб и собрать членов вместе, это встретило сопротивление со стороны тех, кто пострадал от этих лидеров. Их попытки примирения потерпели неудачу после войны, и группа была организована как отдельная церковь на конференции, состоявшейся 14-20 июля 1925 г. Официально движение зарегистрировано в 1949 г.
В 2005 году, в ещё одной попытке изучить и решить, что сделали её немецкие лидеры, господствующая церковь извинилась за свои неудачи во время Второй мировой войны, заявив, что мы «глубоко сожалеем» о любом участии или поддержке нацистской деятельности во время войны со стороны Немецкое и австрийское руководство церковью.
В Советском Союзе те же проблемы породили группу, известную как «Истинные и свободные адвентисты седьмого дня». Это также образовалось в результате раскола в Церкви адвентистов седьмого дня в Европе во время Первой мировой войны из-за позиции, которую лидеры европейской церкви заняли в отношении того, чтобы её члены присоединялись к вооружённым силам или соблюдали субботу. Группа остаётся активной и сегодня (2010 г.) в бывших республиках Советского Союза.
Хорошо известными, но отдалёнными ответвлениями являются Давидианская организация адвентистов седьмого дня и Давидианская ветвь, которые сами по себе являются расколом внутри более крупного Давидианского движения. Давидианцы сформировались в 1929 году, вслед за Виктором Хутефом, после того как он выпустил свою книгу «Пастуший жезл», которая была отвергнута как еретическая. Спор о престолонаследии после смерти Хутеффа в 1955 году привёл к образованию двух групп: первоначальных давидианцев и ветвей. Позже другой бывший адвентист, Дэвид Кореш, возглавлял отделение «Давидианцы», пока не умер во время осады 1993 года, в штаб-квартире группы недалеко от Уэйко, штат Техас.
Ряд отступивших адвентистов, такие как бывшие служители Уолтер Ри и Дейл Ратцлафф, стал критиковать учение церкви, особенно Эллен Уайт.

## В популярной культуре
Фильм «По соображениям совести» изображает жизнь адвентистского отказника от военной службы и обладателя Медали Почёта Десмонда Досса. «Дорога на Веллвилл» основана на романе о враче-адвентисте седьмого дня Джоне Харви Келлогге, директоре санатория в Батл-Крике. «Крик в темноте», фильм о смерти Азарии Чемберлен, показывает предрассудки, с которыми столкнулись её родители из-за неверных представлений об их религии, и потерю веры отцом. Главная героиня телесериала «Девочки Гилмор» изображается как строгая консервативная адвентистка, что вызывает конфликт с её дочерью.